# (51983) Hönig
(51983) Hönig est un astéroïde de la ceinture principale et plus spécifiquement du groupe de Hilda.

## Description
(51983) Hönig est un astéroïde du groupe de Hilda. Il présente une orbite caractérisée par un demi-grand axe de 3,96 UA, une excentricité de 0,12 et une inclinaison de 9,4° par rapport à l'écliptique.

## Compléments